# EFAF Challenge Cup 2010
La EFAF Challenge Cup 2010 è stata la 2ª e ultima edizione dell'omonimo torneo europeo di football americano, organizzato dalla EFAF. Con i 12 team partecipanti la formula del torneo prevede quattro gironi da ognuno dei quali si qualifica per i playoff la prima classificata.
Ha avuto inizio il 17 aprile e si è conclusa il 17 luglio con la finale vinta per 36-14 dai serbi Klek Knights sui turchi Istanbul Cavaliers.

## Squadre partecipanti
| Club                  | Città    | Stadio | Sponsor ufficiale | Risultato nella stagione 2009             |
| --------------------- | -------- | ------ | ----------------- | ----------------------------------------- |
| ODTÜ Falcons          | Ankara   |        |                   |                                           |
| Boğaziçi Sultans      | Istanbul |        |                   | Campioni di Turchia                       |
| Bucharest Warriors    | Bucarest |        |                   |                                           |
| Budapest Cowboys      | Budapest |        |                   | Semifinalisti MAFL                        |
| Čačak Angel Warriors  | Čačak    |        |                   |                                           |
| Doves Bologna         | Bologna  |        |                   |                                           |
| Győr Sharks           | Győr     |        |                   | Vicecampioni d'Ungheria                   |
| Istanbul Cavaliers    | Istanbul |        |                   | Vicecampioni di Turchia                   |
| Istanbul Tigers       | Istanbul |        |                   |                                           |
| Klek Knights          | Klek     |        |                   | Semifinalisti Lega Nazionale Serba (SAFS) |
| Kraljevo Royal Crowns | Kraljevo |        |                   |                                           |
| Zagreb Raiders        | Zagabria |        |                   |                                           |

## Stagione regolare

### Calendario

#### 1ª giornata
| 17 aprile 2010 | Győr Sharks | 34 – 20 (14-0 7-14 7-6 6-0) | Istanbul Tigers |  |

| 18 aprile 2010 | Istanbul Cavaliers | 28 – 7 (8-0 14-0 6-0 0-7) | ODTÜ Falcons | (50 spett.) |

| 18 aprile 2010 | Bucharest Warriors | 0 – 46 (0-14 0-8 0-11 0-13) | Boğaziçi Sultans |  |

| 18 aprile 2010 | Budapest Cowboys | 78 – 0 (23-0 20-0 21-0 14-0) | Zagreb Raiders |  |

#### 2ª giornata
| 8 maggio 2010 | Boğaziçi Sultans | 6 – 6 (6-6 0-0 0-0 0-0) | Čačak Angel Warriors |  |

| 8 maggio 2010 | Istanbul Cavaliers | 32 – 0 (6-0 8-0 12-0 6-0) | Kraljevo Royal Crowns |  |

| 8 maggio 2010 | Istanbul Tigers | 27 – 36 (0-0 21-13 6-15 0-8) | Klek Knights |  |

| 9 maggio 2010 | Zagreb Raiders | 35 – 0 | Doves Bologna |  |

#### 3ª giornata
| 23 maggio 2010 | Kraljevo Royal Crowns | 35 – 0 | ODTÜ Falcons |  |

#### 4ª giornata
| 29 maggio 2010 | Klek Knights | 39 – 26 (6-6 13-8 8-6 12-6) | Győr Sharks |  |

| 29 maggio 2010 | Doves Bologna | 0 – 35 | Budapest Cowboys |  |

| 30 maggio 2010 | Čačak Angel Warriors | 68 – 0 (30-0 22-0 16-0 0-0) | Bucharest Warriors | (500 spett.) |

### Classifica
La classifica della regular season è la seguente:
- PCT = percentuale di vittorie, G = partite giocate, V = partite vinte, P = partite perse, PF = punti fatti, PS = punti subiti
- La qualificazione ai playoff è indicata in verde

#### Girone 1
| Pos. | Squadra               | PCT   | G | V | P | PF | PS |
| ---- | --------------------- | ----- | - | - | - | -- | -- |
| 1    | Istanbul Cavaliers    | 1.000 | 2 | 2 | 0 | 60 | 7  |
| 2    | Kraljevo Royal Crowns | 0.500 | 2 | 1 | 1 | 35 | 32 |
| 3    | ODTÜ Falcons          | 0.000 | 2 | 0 | 2 | 7  | 63 |

#### Girone 2
| Pos. | Squadra              | PCT   | G | V | N | P | PF | PS  |
| ---- | -------------------- | ----- | - | - | - | - | -- | --- |
| 1    | Čačak Angel Warriors | 0.750 | 2 | 1 | 1 | 0 | 74 | 6   |
| 2    | Boğaziçi Sultans     | 0.750 | 2 | 1 | 1 | 0 | 52 | 6   |
| 3    | Bucharest Warriors   | 0.000 | 2 | 0 | 0 | 2 | 0  | 114 |

#### Girone 3
| Pos. | Squadra         | PCT   | G | V | P | PF | PS |
| ---- | --------------- | ----- | - | - | - | -- | -- |
| 1    | Klek Knights    | 1.000 | 2 | 2 | 0 | 75 | 53 |
| 2    | Győr Sharks     | 0.500 | 2 | 1 | 1 | 60 | 59 |
| 3    | Istanbul Tigers | 0.000 | 2 | 0 | 2 | 47 | 70 |

#### Girone 4
| Pos. | Squadra          | PCT   | G | V | P | PF  | PS |
| ---- | ---------------- | ----- | - | - | - | --- | -- |
| 1    | Budapest Cowboys | 1.000 | 2 | 2 | 0 | 113 | 0  |
| 2    | Zagreb Raiders   | 0.500 | 2 | 1 | 1 | 35  | 78 |
| 3    | Doves Bologna    | 0.000 | 2 | 0 | 2 | 0   | 70 |

## Playoff

### Squadre qualificate
| Team                 | Girone |
| -------------------- | ------ |
| Istanbul Cavaliers   | 1      |
| Čačak Angel Warriors | 2      |
| Klek Knights         | 3      |
| Budapest Cowboys     | 4      |

### Tabellone
|  | Semifinali | Semifinali           | Semifinali |              |     | Finale             | Finale | Finale |  |
|  |            |                      |            |              |     |                    |        |        |  |
|  | 1-1        | Istanbul Cavaliers   | 35         |              |     |                    |        |        |  |
|  | 1-1        | Istanbul Cavaliers   | 35         |              |     |                    |        |        |  |
|  | 1-2        | Čačak Angel Warriors | 0          |              |     |                    |        |        |  |
|  | 1-2        | Čačak Angel Warriors | 0          |              | 1-1 | Istanbul Cavaliers | 14     |        |  |
|  |            |                      |            |              | 1-1 | Istanbul Cavaliers | 14     |        |  |
|  |            |                      | 1-3        | Klek Knights | 36  |                    |        |        |  |
|  | 1-4        | Budapest Cowboys     | 1-3        | Klek Knights | 36  | 25                 |        |        |  |
|  | 1-4        | Budapest Cowboys     |            |              |     |                    |        |        |  |
|  | 1-3        | Klek Knights         | 28         |              |     |                    |        |        |  |

### Semifinali
| 26 giugno 2010 | Istanbul Cavaliers | 35 – 0 | Čačak Angel Warriors |  |

| 26 giugno 2010 | Budapest Cowboys | 25 – 28 (3-6 14-0 0-14 8-8) | Klek Knights |  |

### Finale II EFAF Challenge Cup
| Istanbul 17 luglio 2010 | Istanbul Cavaliers | 14 – 36 | Klek Knights |  |

## Verdetti
- Klek Knights Campioni EFAF Challenge Cup 2010